# Voldemārs Stirne
Voldemārs Stirne (ros. Владимир Андреевич Стырне, ur. 1897 w Mitawie, zm. 15 listopada 1937 w Moskwie) – funkcjonariusz radzieckich służb specjalnych, komisarz bezpieczeństwa państwowego III rangi.

## Życiorys
Z pochodzenia Łotysz, od 1911 w Moskwie, gdzie w 1917 ukończył gimnazjum. Członek oddziału Czerwonej Gwardii, od kwietnia do września 1919 instruktor Wydziału Politycznego Południowej Grupy Wojsk Frontu Wschodniego, od października 1919 do kwietnia 1920 w komitecie rewolucyjnym w Orenburgu, od maja do grudnia 1920 w komitecie rewolucyjnym przy WCIK w Moskwie, od września 1920 członek RKP(b). Od 11 kwietnia 1921 w Czece, pomocnik szefa Oddziału 14 Specjalnego Wydziału Specjalnego Czeki, od 4 lipca do 30 sierpnia 1921 pełnomocnik Oddziału 4 Specjalnego Wydziału Zagranicznego (INO) Czeki, od 30 sierpnia do 24 grudnia 1921 pełnomocnik sekcji INO Czeki, od 24 grudnia 1921 do 2 czerwca 1922 szef Oddziału 14 Specjalnego Wydziału Specjalnego Czeki/GPU w Moskwie, od 2 czerwca do 5 października 1922 zastępca szefa Wydziału Wschodniego GPU. Od października 1922 do marca 1923 szef Wydziału Kontrwywiadowczego Pełnomocnego Przedstawicielstwa GPU w Turkiestanie, od 15 marca do 15 października 1923 pełnomocnik Wydziału Kontrwywiadowczego GPU/OGPU ZSRR, od 15 października 1923 do 15 sierpnia 1924 szef Oddziału 4 Wydziału Kontrwywiadowczego OGPU ZSRR, od 15 sierpnia 1924 p.o. pomocnika, a od 6 października 1924 do 21 września 1930 pomocnik szefa Wydziału Kontrwywiadowczego OGPU ZSRR. Od 15 września 1930 do marca 1931 szef Wydziału 1 Wydziału Specjalnego OGPU ZSRR, od marca do 26 kwietnia 1931 szef Oddziału 1 Wydziału Specjalnego OGPU ZSRR, od 7 września 1931 do 3 października 1933 szef Wydziału Specjalnego PP OGPU Uralu, od 4 grudnia 1933 do 10 lipca 1934 zastępca pełnomocnego przedstawiciela OGPU obwodu iwanowskiego, od 31 lipca 1934 zastępca szefa, a od 17 września 1935 do 20 lipca 1937 szef Zarządu NKWD obwodu iwanowskiego, od 29 listopada 1935 komisarz bezpieczeństwa państwowego 3 rangi. Od 20 lipca do 22 października 1937 szef Wydziału 3 Zarządu Bezpieczeństwa Państwowego (UGB) NKWD Ukraińskiej SRR.
22 października 1937 aresztowany, 15 listopada 1937 skazany na śmierć przez Kolegium Wojskowe Sądu Najwyższego ZSRR i rozstrzelany.

## Odznaczenia
- Order Czerwonego Sztandaru (11 stycznia 1926)
- Odznaka "Honorowy Funkcjonariusz Czeki/GPU (V)"
- Odznaka "Honorowy Funkcjonariusz Czeki/GPU (XV)" (4 lutego 1933)